# Montegiovi
Montegiovi is een plaats (frazione) in de Italiaanse gemeente Castel del Piano.